# Hradešín
Hradešín är en ort i Tjeckien.   Den ligger i regionen Mellersta Böhmen, i den centrala delen av landet, 25 km öster om huvudstaden Prag. Hradešín ligger 382 meter över havet och antalet invånare är 176.
Terrängen runt Hradešín är lite kuperad. Runt Hradešín är det ganska glesbefolkat, med 23 invånare per kvadratkilometer. Närmaste större samhälle är Černý Most, 14,6 km nordväst om Hradešín. I omgivningarna runt Hradešín växer i huvudsak blandskog.